# Hrabstwo Big Horn (Wyoming)
Hrabstwo Big Horn (ang. Big Horn County) – hrabstwo w stanie Wyoming w Stanach Zjednoczonych. Obszar całkowity hrabstwa obejmuje powierzchnię 3158,96 mil² (8181,67 km²). Według szacunków United States Census Bureau w roku 2009 miało 11 581 mieszkańców. Jego siedzibą administracyjną jest Basin.
Hrabstwo powstało w 1896 roku.

## Miasta
- Basin
- Burlington
- Byron
- Cowley
- Deaver
- Frannie
- Greybull
- Lovell
- Manderson

## CDP
- Hyattville
- Shell